# Milder Oré
Milder Orlando Oré Cabezudo (Distrito de Lucanas, 10 de noviembre de 1976) es un cantante y compositor peruano. Logró consolidar su carrera artística en la música andina, especializándose en el huaino y carnaval de Ayacucho. 

## Biografía
Nació el 10 de noviembre de 1976 en el distrito de Lucanas, localidad de la Región Ayacucho; bajo el nombre completo de Milder Orlando Oré Cabezudo, proveniente de una familia de clase baja dedicada a la agricultura. Mostró su interés en la música desde temprana edad, en el cual logró continuar el legado familiar, siendo hijo de un guitarrista de la música andina.
En su adolescencia, Oré se muda a la capital Lima para trabajar como encargado de pegar carteles en las calles de la ciudad.
Comenzó su carrera artística en el año 1995, participando en diferentes conciertos nacionales e internacionales. Pero fue hasta 2003, cuando forma su banda musical solista Proyecto Ayacucho, en el cual se desempeña como vocalista principal y figura soporte del grupo en la actualidad. Durante esa época, alcanzó reconocimiento en la música andina, siendo el intérprete de las canciones «Como la luna», «Amor de ayer», «Lluvia de amor», «Loco enamorado», «Hospital de amores» y «Romance en Huamanga», ambas compuestas bajo su autoría, incluyendo sus versiones de «Terco corazón», «Qué lindos son tus ojos» y «No llama». Adicionalmente, Oré compuso temas en idioma quechua como «Kuyayki niña».
Se incursiona como empresario, siendo el dueño de su propio restaurante-hotel Embajada Latinoamericana, operando en la ciudad de Ica.
En el año 2008, realizó una gira internacional por países de Sudamérica y Europa, contando con la colaboración de la organización Ideas Perú. Seguidamente, Oré funda su propia disquera Arena Producciones, donde se encarga de elaborar sus discos y repertorio musical.
En el año 2009, celebró su décimo tercer aniversario de trayectoria artística, en el recinto Canto y Sabor Andino. En el año 2013 participó en el Festival Viento de los Andes, realizado en el Estadio San Marcos junto a otros artistas de su género Pelo d'Ambrosio, William Luna y Max Castro.
Continuó trabajando con Proyecto Ayacucho en el año 2020, estrenando su nuevo disco Amor a primera vista, en el cual se presentó oficialmente para el programa musical Canto andino de la televisora local ATV.
En el año 2024, estrenó el tema musical «Te sigo amando», manteniéndose en los ritmos andinos y fue entrevistado para el portal web Billboard Perú por su nuevo material.

## Discografía

### Álbumes de estudio
- 2001: Romance en Huamanga
- 2003: Loco enamorado
- 2004: Lluvia de carnavales
- 2005: De los Andes a la costa
- 2006: Sueños del alma (Arpa)
- 2006: Noche de amor
- 2008: Purito carnaval
- 2009: Sin tu amor
- 2010: Kuyayki niña
- 2012: Las cosas en su sitio
- 2012: Gran Concierto Perú
- 2016: Amor a primera vista
- 2017: Tú te irás
- 2019: Ídolo del Perú
- 2023: Disco de plata

### Sencillos
- 2020: Jarana andina
- 2022: Loco enamorado (ft. Briyit Palomino)
- 2023: Carnavales peruanos (Mix)
- 2023: Qué lindos son tus ojos
- 2023: Por la hueva fue
- 2024: No me preguntes por ella